# Lichtenberg (Bas-Rhin)
Lichtenberg [liʃtənbɛʁɡ] ist eine französische Gemeinde mit 539 Einwohnern (Stand 1. Januar 2021) im Département Bas-Rhin in der Europäischen Gebietskörperschaft Elsass und in der Region Grand Est.

## Geografie
Lichtenberg liegt im Gebiet der in Frankreich so genannten Nordvogesen, eineinhalb Kilometer südöstlich von Reipertswiller, nahe an der Grenze des Elsass zu Lothringen, im Biosphärenreservat Pfälzerwald-Vosges du Nord.

## Geschichte

### Mittelalter
Die Stadt Lichtenberg gehörte als Allod zum ältesten Bestand der Herrschaft Lichtenberg, im 13. Jahrhundert zunächst zu deren Amt Buchsweiler. Als dieses aufgrund verschiedener Erwerbungen zu umfangreich wurde, wurde daraus 1330 das Amt Ingweiler ausgegliedert. Lichtenberg kam dabei zum Amt Ingweiler. Ursache für diese neue Organisation war auch, dass es um 1330 zu einer ersten, 1335 zu einer zweiten Landesteilung zwischen den drei Linien des Hauses Lichtenberg kam. Lichtenberg fiel dabei je zur Hälfte an Johann II. von Lichtenberg, aus der älteren Linie des Hauses, und an die Nachkommen des früh verstorbenen Johann III. von Lichtenberg, die die mittlere Linie des Hauses begründeten.
1305 erhielt Lichtenberg Stadtrecht, und zwar das von Hagenau.
Nach dem Tod des letzten Lichtenbergers, Graf Jakob, wurde die Herrschaft geteilt und das Amt Ingweiler fiel zunächst an Zweibrücken-Bitsch.

### Neuzeit

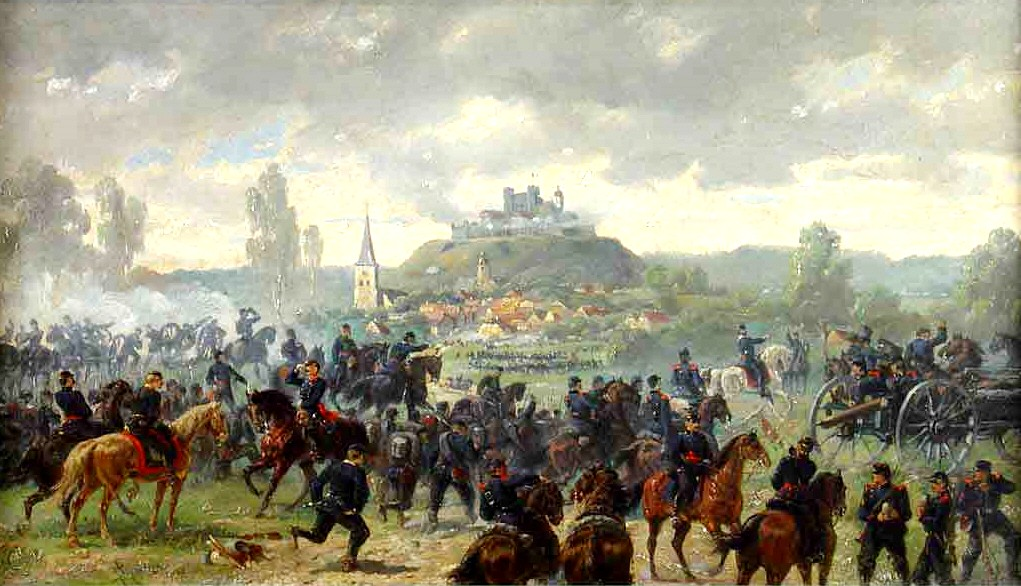
Karl Albert von Schott (1840–1911): „Die Berennung von Lichtenberg“ im preußisch-französischen Krieg 1870/1871

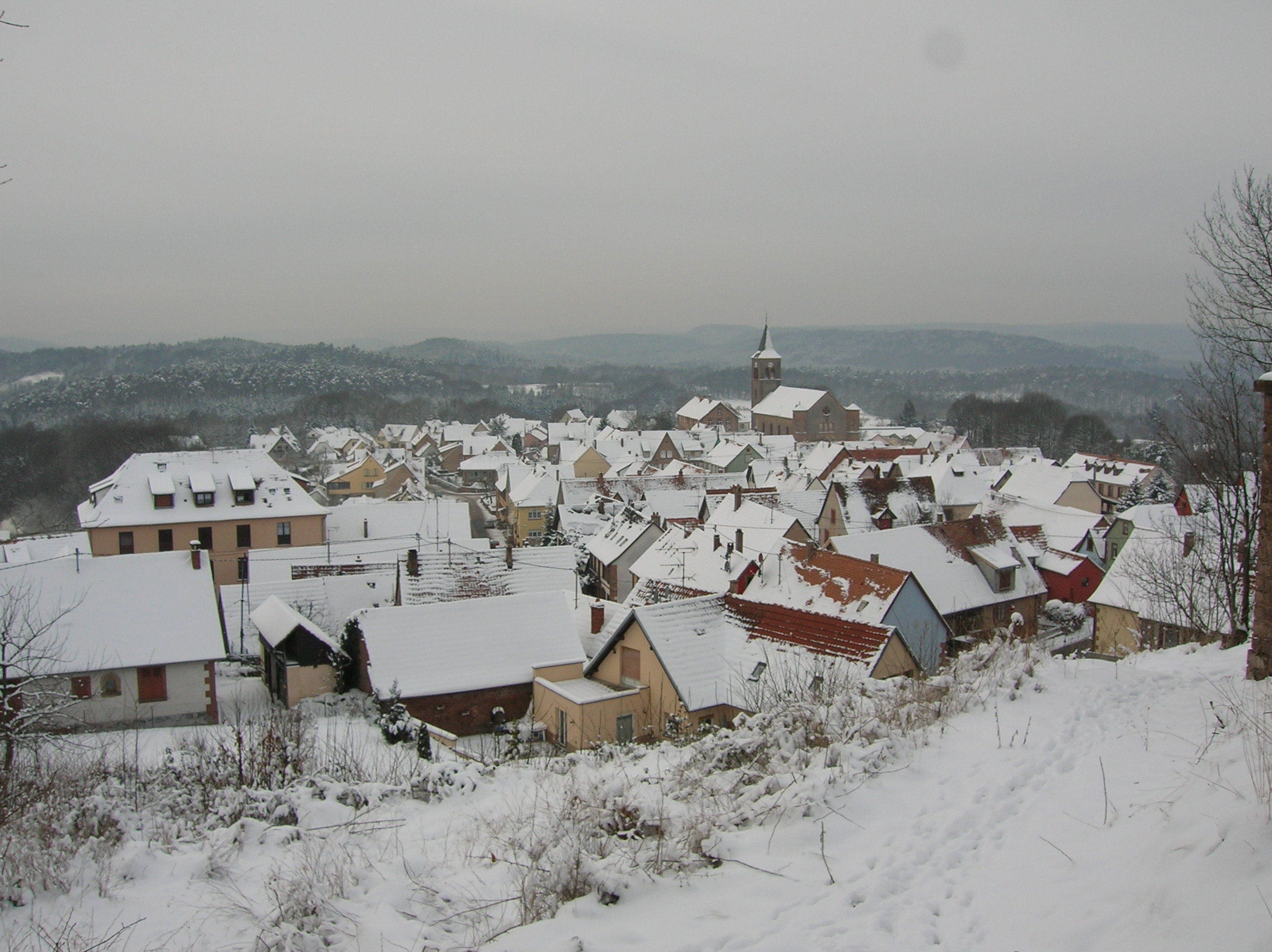
Blick vom Burgberg auf den Ort

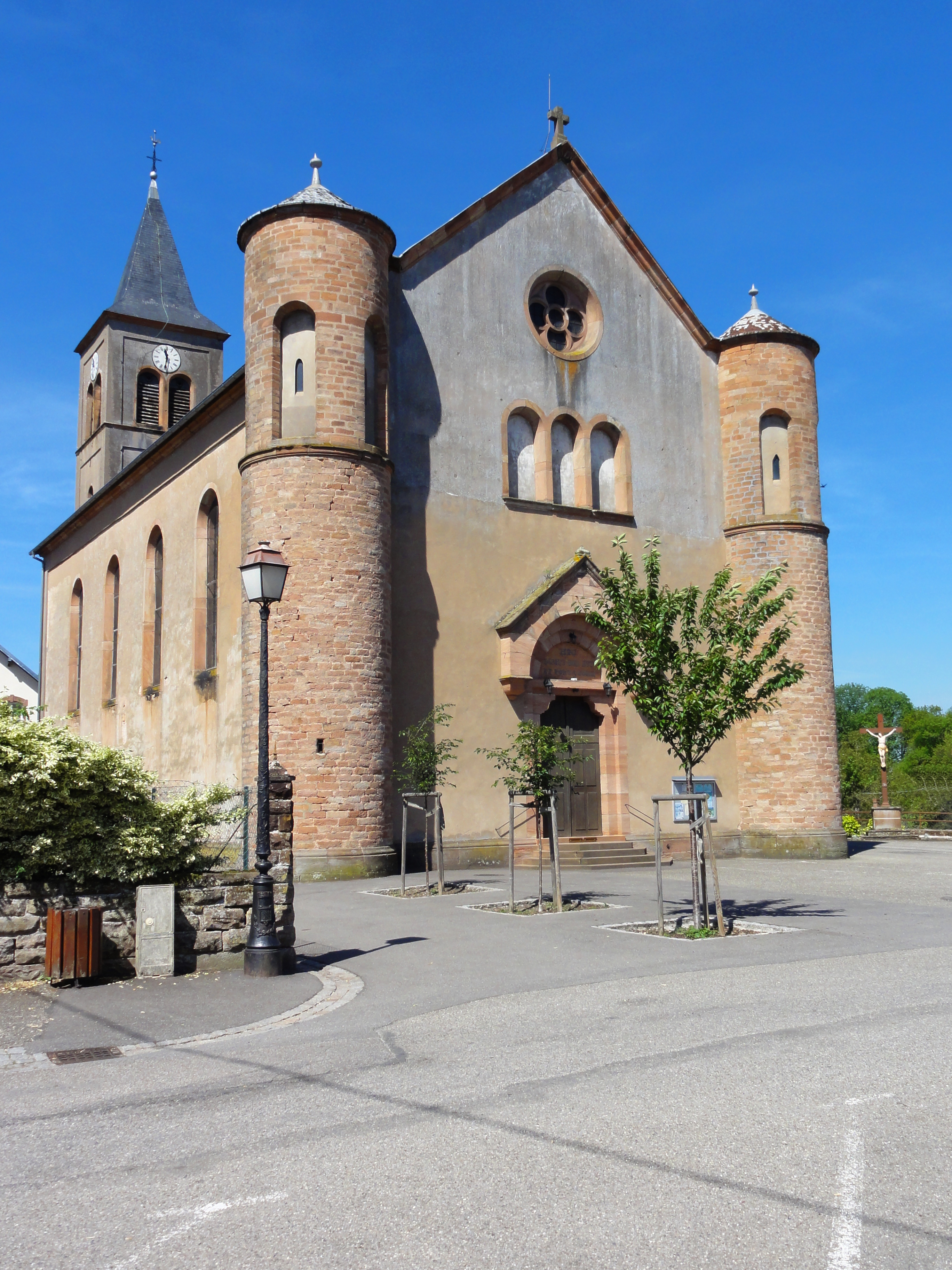
Kirche Notre-Dame-Marie-Auxilliatrice

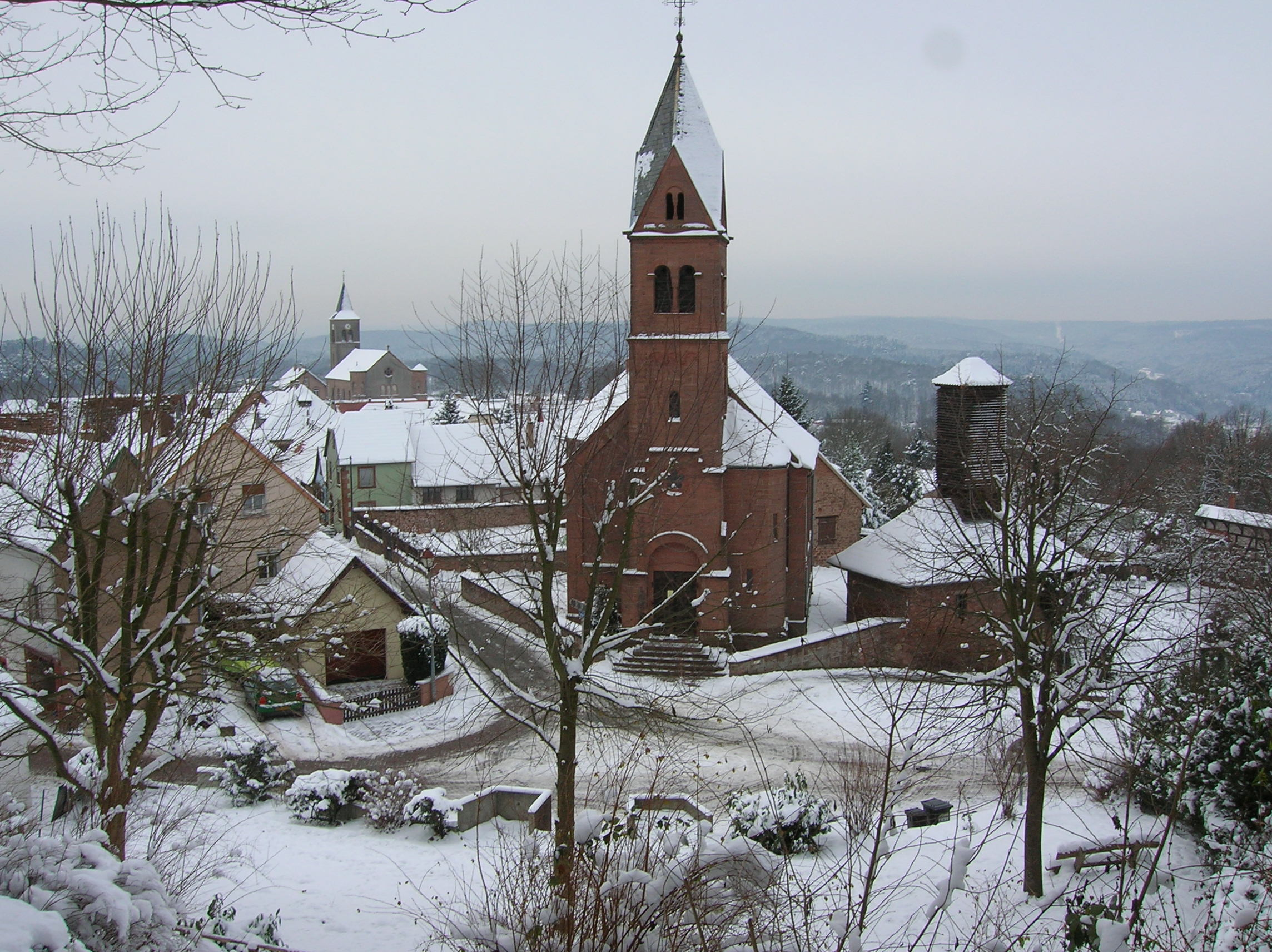
Lutherische Kirche

Allerdings kam es 1570 zu einem weiteren Erbfall, der das Amt Ingweiler nun zur Grafschaft Hanau-Lichtenberg brachte. Die Grafen von Hanau-Lichtenberg führten ab der Mitte des 16. Jahrhunderts die Reformation in ihrer Grafschaft ein, die nun lutherisch wurde.
Durch die Reunionspolitik Frankreichs fielen um 1680 die im Elsass gelegenen Teile der Grafschaft Hanau-Lichtenberg unter die Oberhoheit Frankreichs, so auch das Amt Ingweiler und Lichtenberg.
1736 starb mit Graf Johann Reinhard III. der letzte männliche Vertreter des Hauses Hanau. Aufgrund der Ehe seiner einzigen Tochter, Charlotte (* 1700; † 1726), mit dem Erbprinzen Ludwig (VIII.) (* 1691; † 1768) von Hessen-Darmstadt fiel die Grafschaft Hanau-Lichtenberg nach dort. Als Folge der Französischen Revolution fiel dann der linksrheinische Teil der Grafschaft Hanau-Lichtenberg – und damit auch Lichtenberg – an Frankreich.
Von 1871 bis zum Ende des Ersten Weltkrieges gehörte Lichtenberg als Teil des Reichslandes Elsaß-Lothringen zum Deutschen Reich und war dem Kreis Zabern im Bezirk Unterelsaß zugeordnet.

### Bevölkerungsentwicklung
| 1798 | 1910 | 1962 | 1968 | 1975 | 1982 | 1990 | 1999 | 2006 | 2012 | 2014 |
| ---- | ---- | ---- | ---- | ---- | ---- | ---- | ---- | ---- | ---- | ---- |
| 750  | 842  | 500  | 503  | 568  | 553  | 513  | 510  | 551  | 559  | 562  |

## Wappen
Das Wappen der Gemeinde ist das historische Wappen der Herren von Lichtenberg.

## Sehenswürdigkeiten
- Die Burg Lichtenberg erstellt zu Beginn des 13. Jahrhunderts. Die imposante Festung repräsentiert die Macht der damaligen Herrschaft Lichtenberg, die seit 1473 durch Erbschaft zur Grafschaft Hanau-Lichtenberg gehörte.
- Ein Kreuzweg in der katholischen Kirche wurde 1829 gezeichnet von dem Kunstmaler Marie Louis Joseph Sorg.

## Söhne und Töchter der Gemeinde
- Jakob von Lichtenberg (1416–1480), Vogt der Stadt Straßburg
- Margarethe von Hanau-Lichtenberg (1463–1504), verheiratete Gräfin von Nassau-Wiesbaden
- Charles Roesch (1922–2015), Tischtennistrainer, Nationaltrainer in der Schweiz, Frankreich und Deutschland